# Lexarzanthe mexicana
Lexarzanthe mexicana là một loài thực vật có hoa trong họ Cải. Loài này được (H.H. Iltis & Al-Shehbaz) N. Diego & Calderón mô tả khoa học đầu tiên năm 2004.